# Melisses
Melisses est un groupe de musique grec, spécialisé dans la musique pop.

## Carrière
Le groupe naît en 2009 et débute dans la musique avec la chanson Krifa. Les cinq hommes tentent de représenter la Grèce au Concours Eurovision de la chanson 2010, avec la chanson Kinezos. Le groupe ne parvient à réussir son défi mais le morceau rencontre un certain succès.
Melisses sort son premier album, la même année, intitulé Mistiko. Deux autres suivent, Akou en 2012 et I Moni Epilogi en 2013.

## Discographie

### Albums
- 2010 : Mistiko
- 2012 : Akou
- 2013 : I Moni Epilogi